# Currie Cup 1939
La Currie Cup de 1939 fue la vigésima edición del principal torneo de rugby provincial de Sudáfrica.
El campeón fue el equipo de Transvaal quienes obtuvieron su segundo campeonato.

## Clasificación

### Sección Norte
| Pos. | Equipo             | Encuentros | Encuentros | Encuentros | Encuentros | Tantos | Tantos | Tantos | Puntos |
| Pos. | Equipo             | PJ         | PG         | PE         | PP         | F      | C      | Dif    | Puntos |
| ---- | ------------------ | ---------- | ---------- | ---------- | ---------- | ------ | ------ | ------ | ------ |
| 1.º  | Transvaal          | 5          | 4          | 0          | 1          | 110    | 63     | +47    | 8      |
| 2.º  | Natal              | 5          | 3          | 1          | 1          | 73     | 52     | +21    | 7      |
| 3.º  | Griqualand West    | 5          | 2          | 1          | 2          | 62     | 76     | -14    | 5      |
| 4.º  | Northern Transvaal | 5          | 2          | 0          | 3          | 48     | 53     | -4     | 4      |
| 5.º  | Orange Free State  | 5          | 2          | 0          | 3          | 57     | 67     | -10    | 4      |
| 6.º  | Western Transvaal  | 5          | 1          | 0          | 4          | 49     | 88     | -39    | 2      |

### Sección Sur
| Pos. | Equipo                  | Encuentros | Encuentros | Encuentros | Encuentros | Tantos | Tantos | Tantos | Puntos |
| Pos. | Equipo                  | PJ         | PG         | PE         | PP         | F      | C      | Dif    | Puntos |
| ---- | ----------------------- | ---------- | ---------- | ---------- | ---------- | ------ | ------ | ------ | ------ |
| 1.º  | Western Province        | 5          | 5          | 0          | 0          | 113    | 29     | +84    | 10     |
| 2.º  | Border                  | 5          | 3          | 0          | 2          | 112    | 31     | +81    | 6      |
| 3.º  | Boland                  | 5          | 3          | 0          | 2          | 60     | 30     | +30    | 6      |
| 4.º  | Eastern Province        | 5          | 3          | 0          | 2          | 55     | 63     | -8     | 6      |
| 5.º  | South Western Districts | 5          | 1          | 0          | 4          | 22     | 120    | -98    | 2      |
| 6.º  | North Eastern Districts | 5          | 0          | 0          | 5          | 12     | 101    | -89    | 0      |

### Final
| 1939 | Western Province | 6 - 17 | Transvaal | Ciudad del Cabo, |  |

## Campeón
| Bandera de Sudáfrica |
| Campeón Transvaal    |
| Segundo título       |